# 天皇御璽

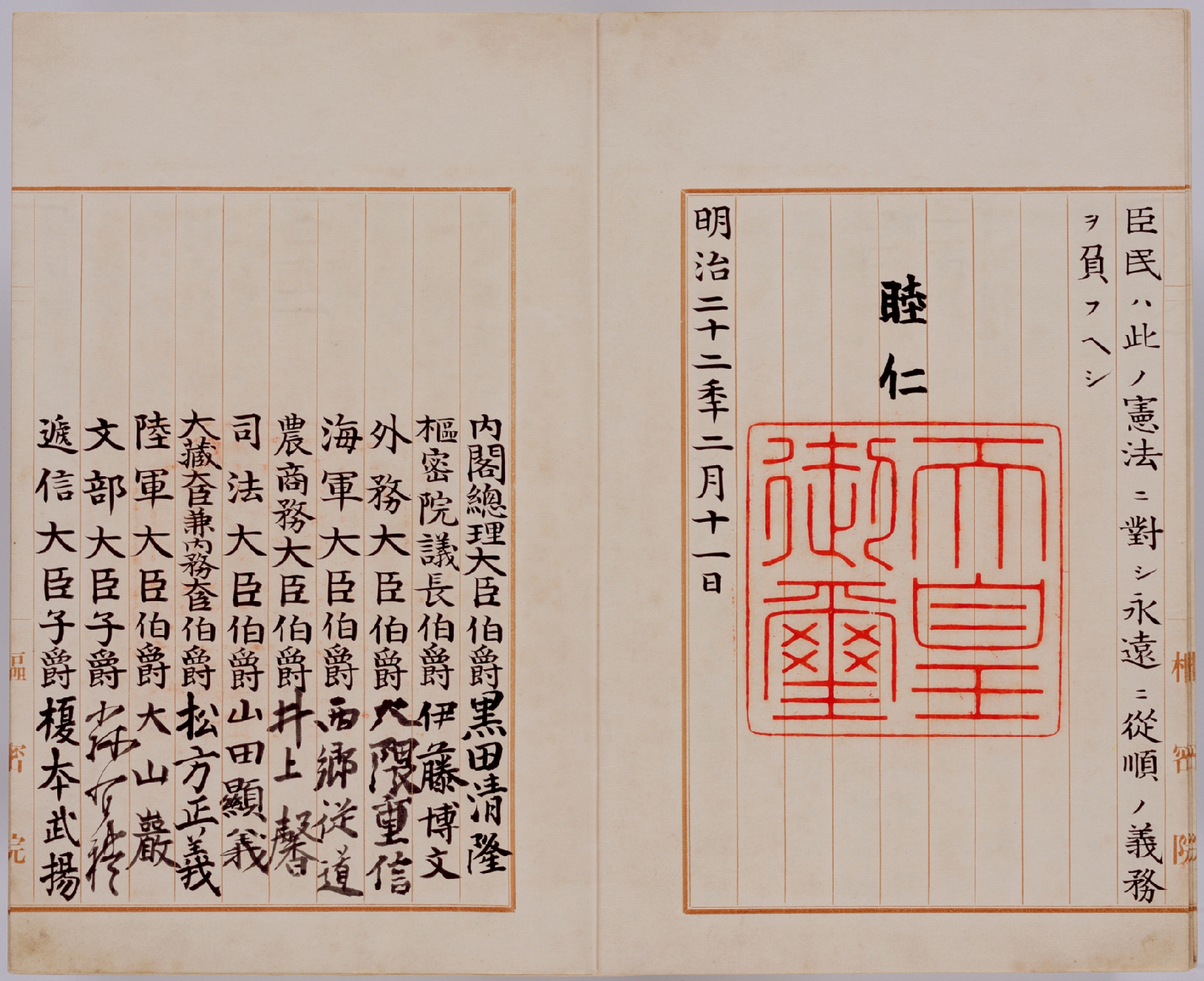
蓋有天皇御璽的《大日本帝國憲法》

天皇御璽是日本天皇執行國事行為時在相關文書上蓋印用的璽，在日本被稱為御璽。日本使用御璽的歷史可以追溯到飛鳥時代，在歷史上天皇御璽的材料與大小曾經有多次變更。目前使用的天皇御璽由黃金製成，邊長約9.09（3.58英寸），重量約為3.55（7.8英磅），完成於1874年，上用篆文書「天皇御璽」四字。